# Els Pinars del Badó
Els Pinars del Badó és una urbanització del terme municipal de Sant Quirze Safaja, a la comarca del Moianès.
Està situada al sud del terme municipal, cap a la meitat del sector occidental. És al nord i est de la carretera C-59, just a tocar del Coll de Poses, a la dreta del torrent de la Balma de Poses. Queda al costat nord de l'indret conegut com la Rambla de la Pineda, que constitueix la meitat meridional de la urbanització.
El seu accés és per la carretera C-59, per una carretera local que en menys d'1 quilòmetre mena a la urbanització des de la carretera.